# Barefoot Waltz
Barefoot Waltz (裸足でワルツを Hadashi de Waltz o?) es un manga japonés escrito e ilustrado por Romuko Miike. El manga se publicó de manera serializada en la revista Hana Oto de Hōbunsha. Los capítulos individuales se recopilaron en un one-shot publicado por Hōbunsha el 29 de julio de 2006. Digital Manga Publishing obtuvo la licencia en inglés bajo el sello Juné, que publicó el manga el 7 de octubre de 2008.

## Recepción
Danielle van Gorder, de Mania.com, tiene una opinión mixta sobre el arte de Miike: «El arte de Miike es magnífico, tenue y ligero, pero con un trazo fuerte y seguro, en lugar de líneas esbozadas. Sus diseños de personajes no siempre son tan definidos como podrían ser, especialmente en algunas de las historias, y las proporciones anatómicas a veces están un poco fuera de lugar, pero hace un uso excelente del espacio negativo y del tono de pantalla».Leeroy Douresseaux, de Comic Book Bin, elogió la historia de la entrega, que es «la más fuerte en términos de personajes e historia y merece un volumen entero para sí sola». Las demás historias van de lo normal a lo mejor de la media en lo que a amor entre chicos se refiere." Rachel Bentham, de ActiveAnime, elogia el «arte decente» de la antología yaoi que «tiene una explicitud variable según de qué historia se trate».